# Lancelot z Jeziora, czyli Rycerz na podwodzie
Lancelot z Jeziora, czyli Rycerz na podwodzie (fr. Lancelot ou le Chevalier de la charrette) – jeden z romansów rycerskich Chrétiena de Troyes. Datowany na ok. 1170–1181, prawdopodobnie stanowi trzeci z pięciu zachowanych romansów Chrétiena. Głównymi bohaterami utworu są rycerz Lancelot i jego ukochana królowa Ginewra, żona króla Artura.

## Okoliczności powstania utworu
Lancelot z Jeziora, czyli Rycerz na podwodzie powstał pomiędzy 1170 a 1172 rokiem (najpóźniej przed 1181 rokiem). Powieść przynosi zmianę tematu w twórczości Chrètiena. W poprzednich utworach poeta przedstawiał miłość rycerza do dziewczyny, która przeradza się w miłość-przyjaźń małżeńską, wierną i wzajemną, opartą na zasadzie równości. Nowa powieść opowiada o tajemnej, wiarołomnej miłości do mężatki, w której mężczyzna jest sługą, aż do poniżenia, kobiety wyniosłej i kapryśnej. Poeta informuje, że temat i ideę przewodnią wywodzącą się z prowansalskiej poezji miłosnej trubadurów podała mu jego protektorka Maria, hrabina Szampanii. Chrétien nie ukończył tej sprzecznej z jego postawą ideową powieści, przekazał jej wykończenie innemu poecie. Wedle nowszej hipotezy poeta traktuje miłosne zaślepienie Lancelota z ironią, dając karykaturę miłości dwornej.

## Treść
Tematem utworu jest miłość Lancelota i królowej Ginewry, małżonki króla Artura. Królową porywa Meleagant, pan tajemniczego królestwa, najpewniej królestwa zmarłych. Lancelot rzuca się na ratunek królowej z takim oddaniem, że w pewnym momencie z braku rumaka bojowego ściga ją na podwodzie, co jest hańbą dla rycerza. Spotyka bowiem karła, który obiecuje wskazać mu miejsce pobytu królowej, jeśli wsiądzie na ciągniętą przez niego podwodę, służącą do przewożenia zbrodniarzy. Przez most wąski jak ostrze miecza trafia do tajemniczego królestwa i uwalnia królową. Przed wstąpieniem na hańbiący środek transportu zawahał się jednak i postąpił dwa kroki za karłem, to wahanie wypomina mu teraz królowa, widząc w nim skazę doskonałej miłości. Zrozpaczony Lancelot wyrusza na poszukiwanie Gawaina, siostrzeńca króla Artura, i zostaje pochwycony przez mieszkańców krainy Gorre, w której wcześniej była więziona królowa. Na wieść o śmierci rycerza królowa wini się za zaistniałą sytuację. Wiadomość okazuje się jednak nieprawdziwa, a Ginewra wynagradza kochankowi jego oddanie.
Lancelot zostaje jednak ponownie uwięziony przez Meleaganta, który wcześniej więził królową, a który obawia się walki, jaką za rok będzie musiał stoczyć na dworze króla Artura z Lancelotem. Dzięki życzliwości żony strażnika Lancelot może wziąć udział w turnieju, w trakcie którego jego miłość zostaje poddana kolejnej próbie. Ginewra podejrzewając, że Lancelot jest najzręczniejszym ze wszystkich rycerzy, nakazuje mu przez zaufaną dwórkę walczyć raz najlepiej, jak potrafi, to znów najgorzej. Lancelot nie dbając o swój honor wypełnia dokładnie polecenie królowej. Po skończonym turnieju musi niezwłocznie powrócić do więzienia, a Meleagant zamyka go w wieży i dla większej pewności zamurowuje drzwi. Na tym kończy się tekst napisany przez Chrétiena. W ostatniej scenie dopisanej przez Geoffroya de Lagny Meleagant stawia się na dworze króla Artura, uwolniony przez jego siostrę pojawia się również Lancelot i zabija swego przeciwnika.

## Charakterystyka utworu
Akcja Lancelota rozwija się w oparciu o technikę entrelacement: autor równolegle opowiada o przygodach Lancelota i Gawaina, niezależnie od siebie poszukujących królowej. Ich drogi początkowo się krzyżują, ostatecznie jednak rozchodzą w symbolicznej scenie przejścia przez dwa różne mosty prowadzące do królestwa Gorre. Każdy rycerz podejmuje bowiem swoje wyzwanie samodzielnie.
Wzorem Ereka i Enidy poeta przedstawia wędrówki i przygody swoich bohaterów jako drogę do rycerskiej doskonałości. Trudy Lancelota mają również wymiar społeczny: uwalniając królową zdejmuje on klątwę ciążącą na całym królestwie Gorre, krainie mroku, z której nikt nigdy powrócić nie może.
Badacze literatury wskazują na osiem elementów narracji celtyckiej w Lancelocie: porwanie Lancelota dziecięcia przez wodnicę i jego wychowanie pod wodą; porwanie Ginewry do królestwa śmierci; pościg Lancelota na podwodzie; jego przejście przez most wąski jak ostrze miecza do krainy śmierci; zwycięstwo Lancelota nad panem krainy zmarłych; "niebezpieczne łoże". Postać Lancelota wywodzą od iryjskiego boga Lugh Lambufada.